# Normovaný metr krychlový
Normální metr krychlový, někdy nazývaný také normovaný metr krychlový (značí se Nm3), je fyzikální jednotka objemu, která udává kolik m3 zaujímá plynná látka, nebo směs za normálních podmínek (p=101325Pa, t=0°C). Tato jednotka nepatří do SI soustavy.
V průmyslu se s touto jednotkou setkáme při objemovém měření průtoku plynu, nebo plynné směsi jako Nm3 za jednotku času, nejčastěji Nm3/h. Udává potom, jaké množství dané látky, nebo směsi proteče měřeným místem, bez ohledu na okolní teploty, nebo kolísání tlaku v potrubí. Toho se využívá například při monitorování výroby technických plynů (dusíku, tlakového vzduchu, kyslíku), nebo při dávkování plynných reaktantů v chemických výrobách.